# 黄龙滩水库
黄龙滩水库位于中国湖北省十堰市西部，是以发电为主的不完全年调节水库，始建于1969年4月，1970年2月截流，1974年1月蓄水，同年5、6月两台机组先后开始发电，1976年底竣工。